# Renate Steiger (Theologin)
Renate Steiger geborene Ackermann (* 12. März 1934 in Hamburg; † 19. November 2006 in Heidelberg) war eine deutsche evangelische Theologin und Musikwissenschaftlerin. In Aufsätzen und Einzeldarstellungen leistete sie vor allem Beiträge zur theologischen Deutung der Werke Johann Sebastian Bachs. 
Steiger studierte Theologie, Philosophie, Mathematik und Musikwissenschaft in Hamburg, Tübingen, Bonn und Köln. 1962 wurde sie in Tübingen zum Dr. theol. promoviert. 1973 kam sie mit ihrer Familie nach Heidelberg, wo sie als Wissenschaftliche Mitarbeiterin der Akademie der Wissenschaften vor allem die Cusanus-Edition betreute.
1976 gründete Steiger zusammen mit Walter Blankenburg die Internationale Arbeitsgemeinschaft für theologische Bachforschung; von 1986 bis 1999 war sie deren Vorsitzende.
Von 1981 bis 1995 war Steiger Herausgeberin und Schriftleiterin der Zeitschrift Musik und Kirche.
Renate Steiger war verheiratet mit dem Theologen Lothar Steiger, mit dem sie mehrere musiktheologische Publikationen gemeinsam verfasste. Ihr Sohn ist der Theologe Johann Anselm Steiger. Sie ruht auf dem Hamburger Friedhof Ohlsdorf.

## Veröffentlichungen (Auswahl)
- Theologische Bachforschung heute: Dokumentation und Bibliographie der Internationalen Arbeitsgemeinschaft für Theologische Bachforschung 1976-1996, Glienicke/Berlin [u. a.] 1998, ISBN 3-931397-15-7
- Gnadengegenwart. Johann Sebastian Bach im Kontext lutherischer Orthodoxie und Frömmigkeit (Doctrina et pietas II/2), Stuttgart-Bad Cannstatt 2002, ISBN 3-7728-1871-4